# 猶他 (印第安納州)
猶他（英語：Utah）是位於美國印地安納州迪爾伯恩縣的一個非建制地區。該地的面積和人口皆未知。

## 地理
猶他的座標為39°03′39″N 84°53′53″W / 39.06083°N 84.89806°W，而該地的平均海拔高度為145米（即476英尺）。